# 脅尊者
脇尊者，音譯波栗濕縛、波奢，意譯為脅，又寫為脅尊者，還稱為長老脇、勒（肋）比丘，印度佛教著名出家僧侶，屬說一切有部。傳說他為馬鳴之師，其最著名的事蹟，是勸請貴霜帝國迦膩色伽一世進行第四次结集。禪宗尊其為西方第十祖。

## 生平
脅尊者為中印度人，原為外道梵志，年紀極大，頭髮皆白之後，才從佛陀蜜多出家。出家後勤修頭陀行，終身不曾躺臥睡覺，脅不至席，故稱脅尊者。
他曾為四《阿含經》作註釋，在龍樹時代廣大流通，在《大毘婆沙論》中多處引用其言論，在當時是極為知名的佛教僧人。